# Enno Dirksen
Enno Heeren Dirksen (Eilsum, 3 de janeiro de 1788 — Paris, 16 de julho de 1850) foi um matemático alemão.

## Vida
De 1803 a 1807 obteve aulas particulares de matemática, física, astronomia e náutica de Cornelius Voorn.

## Obras
Suas principais publicações são:
- Analytische Darstellung der Variations-Rechnung, mit Anwendung derselben auf die Bestimmung des Größten und Kleinsten. Berlim, 1823
- Organon der gesamten transcendenten Analysis - Primeira parte. Berlim, 1845

Umfangreiche Entwürfe für die Abschnitte, que deveria ser a segunda parte, depositada em seu Nachlass